# Rhabditoidea
Rhabditoidea ist eine der drei Überfamilien der Rhabditina. Ein Großteil der Arten sind freilebende, saprobiontisch lebende Fadenwürmer, einige auch mit Wirbeltieren assoziiert oder echte Parasiten. Die Rhabditoidea umfassen über 400 Arten.

## Merkmale
Eine Mundkapsel (verstärkte Mundhöhle) und Lippen sind ausgebildet, ein Stilett fehlt. Der Ösophagus wird in einen Körper mit Procorpus (Vorderkörper) und Postcorpus (Hinterkörper), eine Engstelle (Isthmus) und eine Pars cardiaca untergliedert. Die kolbige Auftreibung im hinteren Teil kann mit einer Klappe versehen sein kann. Die Dorsoösophageale Klappe liegt im Procorpus. Rektaldrüsen sind vorhanden. Die Weibchen haben einen einzelnen oder einen paarigen Uterus (Gebärmutter). Männchen weisen zwei Spicula mit einer Führungsstruktur (Gubernaculum) auf. Die Amphiden (seitliche Sinnesorgane im Bereich der Lippen) sind porenartig.

## Systematik
Hodda (2022) unterscheidet drei Familien, 11 Unterfamilien und insgesamt 43 Gattungen.
- Cruznematidae Hodda, 2022
  - Unterfamilie Cruznematinae
  - Rhabpaninae
- Diploscapteridae Micoletzky, 1922 (Andrassy, 1983)
  - Diploscapterinae
  - Protorhabditinae
- Rhabditidae Oerley, 1880
  - Rhabditinae
  - Odontorhabditinae
  - Litoditinae
  - Oryctonematinae
  - Pararhabditinae
  - Rhabditonematidae
  - Stomachorhabditinae